# Bomolocha fuscomaculalis
Bomolocha fuscomaculalis là một loài bướm đêm trong họ Noctuidae.